# Oxford Carrier
Oxford Carrier (Carrier, Tracked, CT20) – brytyjski transporter opancerzony i ciągnik artyleryjski produkowany w pierwszych latach po zakończeniu II wojny światowej.
Pojazd projektowany był z myślą o zastąpieniu transporterów Universal Carrier i Loyd Carrier. Prace projektowe rozpoczęte zostały w 1943 roku. Pierwsze prototypowe egzemplarze zbudowane zostały pod koniec 1944 roku w zakładzie MG Motor Company w Abingdon. Produkcja seryjna, prowadzona przez spółkę Morris Motor Company, trwała do 1950 roku. Wyprodukowano około 400 egzemplarzy. Niewielka liczba pojazdów wykorzystywana była przez wojsko brytyjskie podczas wojny koreańskiej. Ze służby wycofane zostały w 1964 roku.
Napęd pojazdu stanowił silnik V8 konstrukcji amerykańskiej (Cadillac) umieszczony z tyłu pojazdu. Transporter wyposażony był w gąsienicowy układ bieżny z kołami napędowymi w przedniej części, co było rozwiązaniem niekonwencjonalnym w porównaniu do innych konstrukcji brytyjskich z tego okresu. Nadwozie było otwarte, opancerzone (do 6 mm), pozbawione drzwi i włazów. Załoga liczyła 2–3 osoby; w przedziale pasażerskim pojazd mógł przewozić do 9 osób. Pojazd przystosowany był do ciągnięcia armat 6- i 17-funtowych lub przewozu w przedziale pasażerskim moździerza 3- lub 4,2-calowego.
Zachowane egzemplarze pojazdu znajdują się m.in. w The Tank Museum w Dorset (Wielka Brytania) oraz muzeum wojny koreańskiej w Pjongjangu (Korea Północna).